# Leporinus y-ophorus
Leporinus y-ophorus är en fiskart som beskrevs av Eigenmann 1922. Leporinus y-ophorus ingår i släktet Leporinus och familjen Anostomidae. Inga underarter finns listade i Catalogue of Life.